# リミックスポイント
株式会社リミックスポイント（英: Remixpoint,inc.）は、東京都港区に本社を置き、エネルギー関連事業、レジリエンス事業、金融投資事業などを営む企業である。東京証券取引所スタンダード市場上場。

## 事業

### エネルギー関連事業
高圧需要家、低圧事業者及び一般家庭に向けた小売電気事業を東京電力管内、中部電力管内、関西電力管内、北海道電力管内、東北電力管内、中国電力管内、四国電力管内、九州電力管内、北陸電力管内にて行っている。

### レジリエンス事業
蓄電池事業、FIP転化事業及び省エネコンサルティング事業を行っている。

### 金融投資事業
株式等の証券への投資、暗号資産等への投資及び貸金業者に認められる業務を行っている。
2025年6月16日時点で総額153億円の暗号資産を購入している。

## 沿革
- 2004年03月 - 業務用アプリケーション・ソフトウェアの開発を目的に設立[1]
- 2006年12月 - マザーズへ上場[1]
- 2013年12月 - エネルギー管理システムの販売開始[1]
- 2014年07月 - 本社を東京都目黒区東山に移転[1]
- 2014年10月 - 電力売買事業開始[1]
- 2016年02月 - 東京電力管内で電気小売供給開始[1]
- 2016年03月 - 中部電力管内で電気小売供給開始[1]
- 2016年03月 - 仮想通貨取引所・交換所運営を主な事業目的とする子会社ビットポイントジャパンを設立[1]
- 2016年06月 - 子会社ビットポイントをビットポイントジャパンに商号変更[1]
- 2016年08月 - トラベル＆アコモデーション事業を展開する子会社株式会社ジャービス（現株式会社シールエンジニアリング）を設立[1]
- 2016年09月 - 関西電力管内で電気小売供給開始[1]
- 2017年01月 - 東北電力管内で電気小売供給開始[1]
- 2017年08月 - 市場選択制度により東京証券取引所第二部に市場変更[1]
- 2018年01月 - 本社を東京都港区六本木に移転[1]
- 2018年03月 - 低圧需要家向け電気小売供給サービス「リミックスでんき」を開始[1]
- 2018年10月 - 北海道エリアでの電気小売供給を開始し、電気小売供給エリアが沖縄・離島を除く全国へ拡大[1]
- 2020年03年 - 金融関連事業の中間持株会社として株式会社ビットポイント・ホールディングス（現イプシロン・ホールディングス株式会社）を設立[1]
- 2021年08月 - 本社を東京都港区虎ノ門に移転[1]
- 2022年04月 - 東京証券取引所市場再編に伴い、スタンダード市場へ移行[1]
- 2022年07月 - ビットポイントジャパン株式の51％をSBIグループへ譲渡[1]
- 2023年03月 - 保有しているビットポイントジャパン株式のすべてをSBIグループへ譲渡[1]
- 2023年12月 - 株式交換にて、株式会社ゼロメディカルの全株式を取得[1]
- 2024年07月 - 連結子会社の株式会社ジャービスを株式会社シールエンジニアリングに商号変更し、再エネアグリゲーション事業を目的とした蓄電池事業を開始[1]
- 2024年09月 - キャッシュ・マネジメント戦略の一環として、総額15億円の暗号資産を購入することを発表[2]
- 2024年11月 - 暗号資産投資を含む金融投資事業の開始
- 2025年05月 - 株式会社ゼロメディカルの全株式を譲渡[1]